# 475 (szám)
A 475 (római számmal: CDLXXV) egy természetes szám.

## A szám a matematikában
A tízes számrendszerbeli 475-ös a kettes számrendszerben 111011011, a nyolcas számrendszerben 733, a tizenhatos számrendszerben 1DB alakban írható fel.
A 475 páratlan szám, összetett szám, a Mian–Chowla-sorozat eleme. Kanonikus alakban az 52 · 191 szorzattal, normálalakban a 4,75 · 102 szorzattal írható fel. Hat osztója van a természetes számok halmazán, ezek növekvő sorrendben: 1, 5, 19, 25, 95 és 475.
A 475 négyzete 225 625, köbe 107 171 875, négyzetgyöke 21,79449, köbgyöke 7,80245, reciproka 0,0021053. A 475 egység sugarú kör kerülete 2984,51302 egység, területe 708 821,84247 területegység; a 475 egység sugarú gömb térfogata 448 920 500,2 térfogategység.